# Cyperus fertilis
Cyperus fertilis är en halvgräsart som beskrevs av Johann Otto Boeckeler. Cyperus fertilis ingår i släktet papyrusar, och familjen halvgräs. Inga underarter finns listade i Catalogue of Life.